# Monchy-le-Preux

Monchy-le-Preux este o comună în departamentul Pas-de-Calais, Franța. În 1 ianuarie 2022 avea o populație de 656 de locuitori.